# Sentinel-3
Sentinel-3 è un satellite per l'osservazione terrestre sviluppato dall'Agenzia spaziale europea come parte del Programma Copernicus.
Copernico (ex Global Monitoring for Environment and Security), è un programma europeo atto a stabilire una capacità europea per l'osservazione della Terra, al fine di fornire ai responsabili delle politiche europee e alle autorità pubbliche informazioni accurate e tempestive per una migliore gestione dell'ambiente e per comprendere e mitigare gli effetti del cambiamento climatico.

## Panoramica

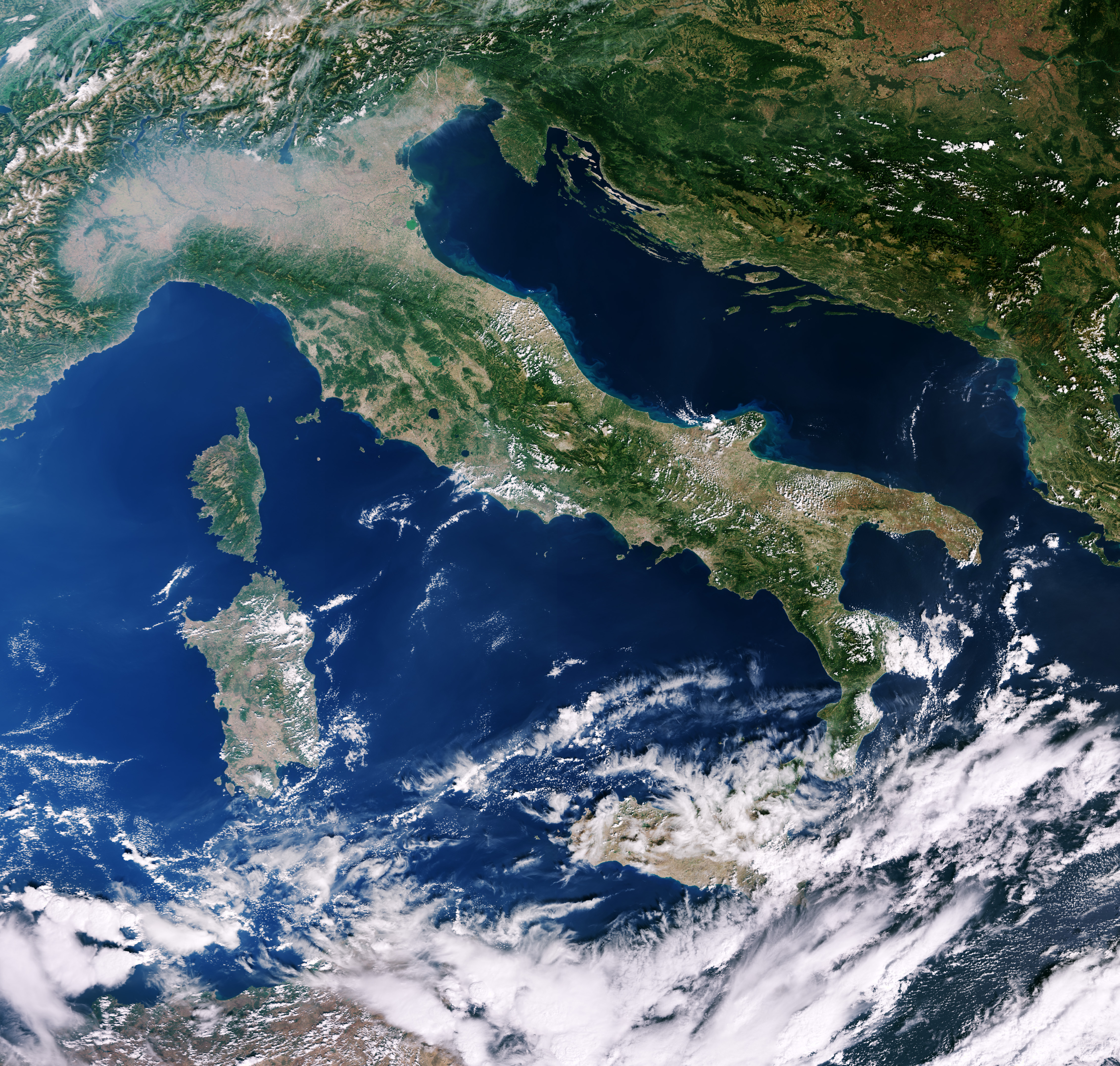
Immagine dell'Italia ripresa da Sentinel-3A il 28 settembre 2016.

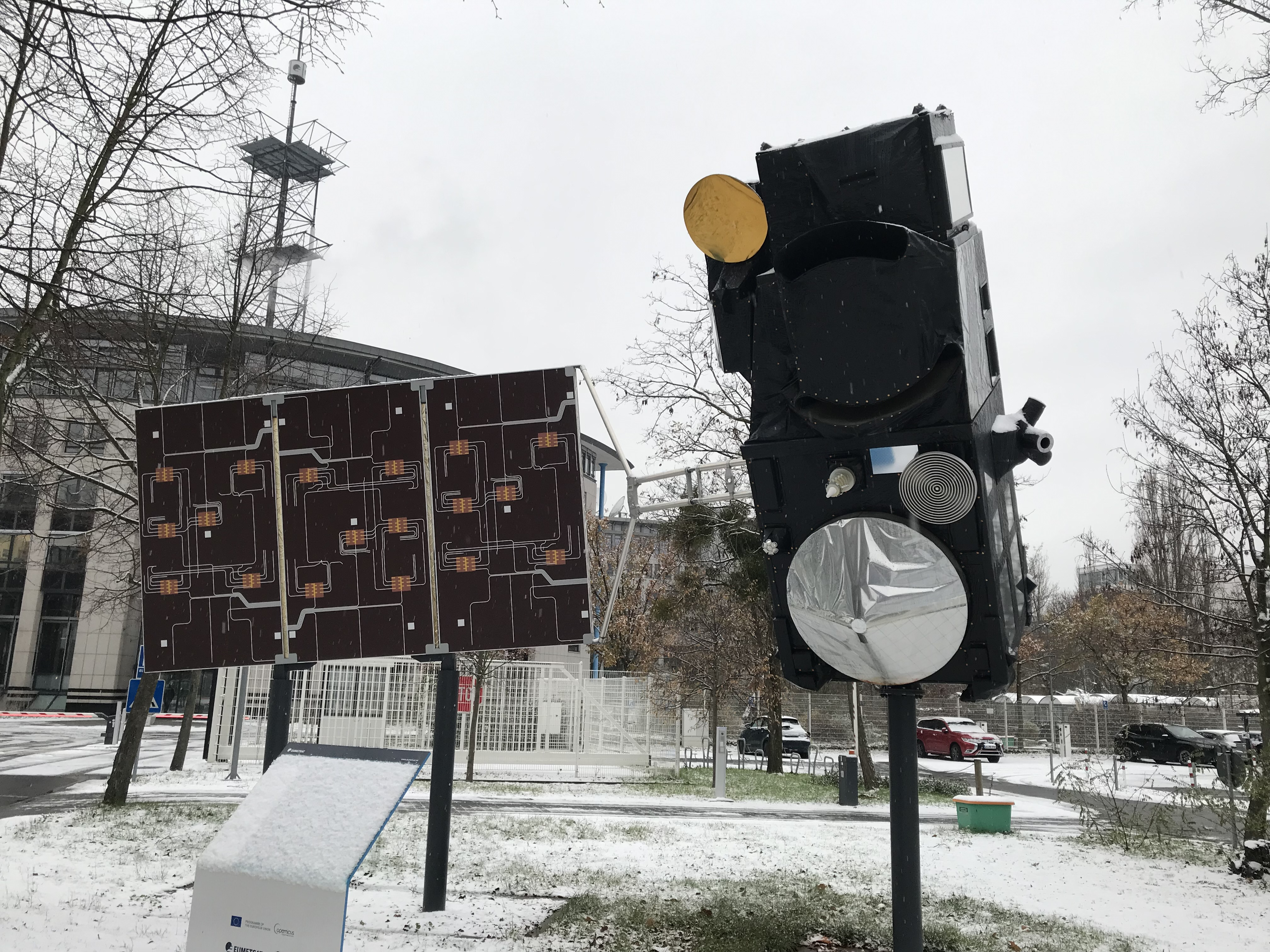
Modello di Sentinel-3 presso EUMETSAT.

Il 14 aprile 2008, l'Agenzia Spaziale Europea e Thales Alenia Space firmano un contratto di 305 milioni di Euro per costruire il primo GMES Sentinel-3 nel centro spaziale di Cannes Mandelieu. La piattaforma satellitare è stata spedita in Francia per l'assemblaggio delle componenti nel 2013. I sistemi di comunicazioni sono stati prodotti da Thales Alenia Space España all'inizio del 2014. Sentinel-3A fu lanciato il 16 Febbraio 2016 su un veicolo Rokot seguito da Sentinel-3B il 25 aprile 2018, sempre su di un Rockot.
Il principale obiettivo di Sentinel-3 è di misurare la topografia della superficie marina, misurare la temperatura della superficie terrestre e del mare ed il colore della superficie della Terra con accuratezza a supporto dei sistemi di previsione oceanici, e per il monitoraggio climatico e ambientale. Sentinel-3 è l'erede dei satelliti pionieristici ERS-2 e Envisat. Saranno forniti dati quasi in tempo reale per la previsione sugli oceani, per i grafici sul ghiaccio di mare, e servizi di sicurezza marittima sullo stato della superficie degli oceani tra cui temperatura, ecosistema marino, qualità dell'acqua e monitoraggio dell'inquinamento marino.

## Strumenti
- SLSTR (Sea and Land Surface Temperature Radiometer)
- OLCI (Ocean and Land Colour Instrument)[9]
- SRAL (Altimetro SAR)
- DORIS (Doppler Orbitography and Radiopositioning Integrated by Satellite) è un ricevitore per la posizione dell'orbita
- MWR (Radiometro a microonde)
- LRR (Retroflettore Laser)
- GNSS (Global Navigation Satellite System)